# Erik af Edholm (läkare)
Erik af Edholm, ursprungligen Edholm, född den 5 februari 1777 i Fors socken i Jämtland, död den 29 maj 1856, var en svensk läkare och förste arkiater hos kung Karl XIV Johan. Han var far till Erik af Edholm.
Erik Mårtensson Edholm var son till länsmannen Mårten Edholm och Magdalena Åström. Efter studier vid Frösö trivialskola inskrevs han vid Uppsala universitet 1796 och promoverades till medicine doktor där 1810. Från 1812 var han livmedikus hos kronprins Karl Johan och 1813-15 fältläkare vid kronprinsens stab. År 1815 gifte han sig med Sara Fredrika Hülphers. När kronprinsen 1818 blev kung Karl XIV Johan förordnades Edholm som förste livmedikus hos kungen och året efter kallades han som ledamot av Kungliga Vetenskapsakademien. 
1821 upphöjdes Erik Edholm i adligt stånd med namnet af Edholm. I Sundhetskollegium var han vice ordförande från 1822 och 1841–49 dess ordförande. 1842 fick han ställning som förste arkiater, en titel ofta kombinerad med ordförandeskapet i Collegium medicum/Sundhetskollegium.

## Söner
- Erik af Edholm (1817-1897), överste, hovmarskalk, chef för de kungliga teatrarna 1866-1881.
- Edvard Edholm (1831-1913), medicine doktor, medicinalråd, livmedikus med mera.